# Sankarea
Sankarea (jap. さんかれあ) ist ein romantisch-komischer Horror-Manga von Mitsuru Hattori, in dem es um die Liebe zu einem Zombie geht.

## Handlung
Der Schüler Chihiro Furuya besucht die Shiyō-Jungenoberschule und ist ein großer Zombie-Fan, der davon träumt, ein „niedliches Zombie-Mädchen“ als Freundin zu haben. Seit einigen Tagen geht er jede Nacht in ein verlassenes Gebäude und versucht dort mit Hilfe eines Rezeptes auf einer alten Schriftrolle, seine vor Kurzem überfahrene Katze Bābu als Zombie wiederzuerwecken. In dem verlassenen Gebäude begegnet er Rea Sanka von der benachbarten Sanka-Mädchenoberschule, die die Abgelegenheit des Hauses dazu nutzt, um sich ihren Frust darüber herauszuschreien, dass ihr zwanghafter Vater sie in einem „Goldenen Käfig“ hält. Chihiro und Rea freunden sich bei dieser Gelegenheit an. Dadurch treffen sie sich dort öfters und versuchen zusammen, Bābu wiederzubeleben
Zusammen probieren die beiden eine Menge giftiger Pflanzen für das Rezept aus, darunter ein neues Rezept basierend auf Hortensien, was aber zunächst nicht zu funktionieren scheint. Zu Hause angelangt erwacht die Katze Bābu jedoch als Untote, während Rea zur gleichen Zeit versucht, sich mit dem Mittel das Leben zu nehmen. Ihr Selbsttötungsversuch schlägt zwar fehl, allerdings stürzt Rea später bei einem Streit mit ihrem Vater Dan’ichirō Sanka zu Tode, da dieser die Katze mit einer Peitsche schlagen wollte, erwacht dann aber kurz darauf als Zombie. Rea ist davon begeistert, da sie nun ein neues „Leben“ als ein normales Mädchen führen kann, und zieht bei Chihiro ein. Chihiro entdeckt, dass bei ihr die Totenstarre einsetzt, was bedeutet, dass ihr Körper in einem Monat verrottet sein wird. Reas Zombieinstinkte erwachen und sie beißt Chihiro, der von seinem senilen Großvater in einem von dessen seltenen, klaren Momenten erfährt, dass Rea regelmäßig Hortensien essen und kühl gehalten werden muss, um den Verfall von Geist und Körper zu verlangsamen. Reas Vater lässt Chihiro entführen und fordert ihn zu einem Fechtduell um Rea auf. Chihiro provoziert den Vater und wird daraufhin von diesem erstochen. Dank Reas Biss, der ihn kurzzeitig zu einem halben Zombie gemacht hatte, überlebt er jedoch. Dan’ichirō will Rea von ihrem Zustand befreien, was sie aber ablehnt, da es hieße, Chihiro und ihre Freunde zu verlassen. Chihiro redet Dan’ichirō ins Gewissen, dass er aufhören solle, seine Ideale seiner Tochter aufzuzwingen und sie leben lassen solle, wie sie es will. Daraufhin vertraut Dan’ichirō sie tatsächlich Chihiro an.
Chihiros Cousine Ranko stellt sich vermeintlich scherzhaft Rea als seine Verlobte vor. Aber Rea erkennt, dass Ranko ihn wirklich liebt. Gleichzeitig erscheint bei Chihiro ein ausländisches Mädchen namens Darin Kurumiya, das seinen Großvater als „Professor Boil“ bezeichnet und angibt, früher mit ihm Zombieforschung betrieben zu haben. Sie zieht daraufhin ebenfalls bei Chihiro ein, um Rea zu studieren. An Reas Körper wiederum erscheinen erste Verfallserscheinungen in Form von sich ablösender Haut an ihren Fingerkuppen. Chihiros kleine Schwester Mero erinnert sich an ihre verstorbene Mutter, die eine bandagierte Hand hatte, und dass Rea ihr ähnelt, auch in ihrem Verhalten. Im nächsten Kapitel erzählt Darin Rea, dass sie ihrer Erfahrung nach in etwa einer Woche ihre menschliches Verhalten verlieren wird. Rea kommentiert den Vorgang damit, dass dies nun ein noch viel größerer Grund als bisher sei, ihr Leben als Zombie zu genießen. Später erzählt sie, dass der Verlust des menschlichen Verhaltens damit einhergeht, dass für einen Zombie Zuneigung und Appetit identisch werden und sie daher ihre geliebten Menschen verzehren wird.
Ranko und Rea sprechen sich aus und Ranko sagt zu Rea, sie solle sich nicht ihretwegen bezüglich Chihiro zurückhalten, da sie beide Rivalinnen um seine Liebe sind. Bei einer gemeinsam verbrachten Gelegenheit will Rea Chihiro küssen. Aber dabei werden ihre Zombieinstinkte wach und sie beißt ihm ein Stück Fleisch aus dem Hals. Geschockt läuft sie weg. Chihiro hat während seiner Genesung einen Traum von seiner Mutter, in dem sie sagt, dass sie ihn und Mero verlassen muss, weil sie beide liebt. Chihiro findet Rea, die sich aus Angst, Chihiro nochmal zu verletzen, in Ketten gelegt hat. Reas Zombieinstinkte werden wieder wach und sie fängt an, seinen Arm zu verzehren. Chihiro appelliert an ihre Menschlichkeit und gesteht ihr, sie von Anfang an geliebt zu haben, als sie noch ein Mensch war. Sein letzter Wunsch sei, dass sie, nachdem sie ihn fertig verspeist habe, wieder zu ihm nach Hause geht. Dadurch erwacht Rea aus ihrer Trance. Chihiros Großvater und Darin sind darüber erstaunt, dass zum ersten Mal ein Zombie, nachdem er vollständig in die „Raubtierphase“ eingetreten ist, wieder menschlich wurde. Ranko bezeichnet Chihiro gegenüber Rea als Monster, da er wegen Rea schon zweimal beinahe gestorben wäre, was sie nicht mehr aushält. Sie küsst ihn und nimmt dann Pillen aus einer Ampulle ein, die sie von Darin entwendet hat, und die sie zu einem Zombie machen sollen, damit Chihiro sie liebt. Es stellt sich heraus, dass Darin die Ampulle nur für Antihistaminika verwendet hat. Chihiro erkennt, dass Ranko ihn schon seit langem liebt und entschuldigt sich bei ihr, dies nicht bemerkt zu haben. Ranko sagt, ihr einziger Wunsch sei es, ihn weiterhin, wenn auch unerwidert, zu lieben. 

## Charaktere
Chihiro Furuya (降谷 千紘, Furuya Chihiro)
Chihiro ist ein Schüler im ersten Jahr der Oberschule (10. Klasse). Er ist von eher kleiner Statur und seine Frisur und seine Mimik haben teilweise katzenhaften Charakter. Als großer Zombiefan ist er erfreut darüber, dass mit Rea seine Träume von einem niedlichen Zombiemädchen wahr wurden. Seit seiner Kindheit ist er mit seiner Cousine Ranko befreundet, die er ständig aufzieht.
Rea Sanka (散華 礼弥, Sanka Rea)
Rea kommt aus einer reichen und angesehenen Familie. Ihr Vater Dan’ichirō liebt sie besessen und sie wächst sehr behütet und mit vielen Verboten auf, so dass ihr größter Wunsch ist, das Leben eines normalen Mädchens zu führen. Ihre leibliche Mutter ist kurz nach ihrer Geburt gestorben und ihre Stiefmutter behandelt sie abweisend. Durch einen Unfall wird sie zu einem Zombie, was sie einerseits mag, da es ihr dadurch erlaubt ist, ein freies Leben außerhalb des „Goldenen Käfigs“ ihres Vaters zu führen – andererseits ist sie aber schockiert von ihren Zombieinstinkten, nach denen sie Chihiro essen will, womit er in ihr wäre, was sie als sehr romantisch empfindet. Als Zombie besitzt sie eine größere Körperkraft und kann leicht eine massive, hölzerne Parkbank anheben. Um den Verfall ihres Körpers zu verlangsamen, muss sie Hortensienblätter essen und trägt im Allgemeinen Packungen von Trockeneis unter ihrer Kleidung.
Ranko „Wanko“ Saōji (左王子 蘭子, Saōji Ranko)
Ranko, von Chihiro Wanko genannt, ist seine ein Jahr ältere Cousine. Ihre Familie betreibt eine Kaiseki-Gaststätte. Sie liebt Chihiro schon von klein auf und ist, wann immer es geht, in seiner Nähe. Von ihrem Verhalten ist sie eher burschikos, besitzt aber einen sehr weiblichen Körper, was sie teilweise auch subtil benutzt, um Chihiros Interesse an ihr zu erregen. Chihiro ist sich dessen nicht bewusst, da für ihn als Freundin nur ein Zombie in Frage kommt, und behandelt sie eher als besten Freund.
Darin Arciento Kurumiya (来宮・ダリン・アーシェント, Kurumiya Darin Āshento)
Darin ist mit 14 Jahren etwas jünger als Chihiro und Ranka, hat aber bereits seit ihrem sechsten Lebensjahr aufgrund des Berufs ihres Vaters mit Zombies zu tun. Später folgte sie ihm in seiner Berufung und wurde ebenfalls Zombieforscherin, wobei ihre Spezialität das Neuzusammenbauen von Zombies ist, um diese ungefährlich zu machen. Da sie wegen ihres Vaters ständig umziehen musste und später ihren Vater und Chihiros Großvater bei deren Forschungen unterstützte, hatte sie nie Freunde. Im Laufe der Zeit werden sie und Rea jedoch sowas wie beste Freundinnen. Ihr Begleiter ist eine untote Eule, die aber mindestens zur Hälfte ein Roboter ist.
Mero Furuya (降谷 萌路, Furuya Mero)
Mero ist Furuyas 12-jährige kleine Schwester. Sie hat einen zurückhaltenden, ruhigen Charakter und, wenn sie redet, eine frühreife Ausdrucksweise. Mero liebt es, in der Herz-Sutra zu lesen, ihr Hobby ist es, Sutren handschriftlich zu kopieren und ihr Interesse gilt Geistern (Yūrei), was sich auch darin äußert, dass sie sich zu Hause wie einer anzieht, d. h. einen einfachen, weißen Kimono und eine dreieckige Stirnbedeckung (hitai eboshi) trägt.
Jogorō Furuya (降谷 茹五郎, Furuya Jogorō)
Jogorō ist Chihiros und Meros Großvater. Er ist dement und fast blind, weswegen er eine dicke Brille trägt. Beides kommt daher, dass er früher ein Wissenschaftler in der Zombieforschung war und während der Experimente deren Gift ausgesetzt war, das diese beim Beißen injizieren. Gelegentlich hat er jedoch seine klaren Momente und hilft Chihiro. Er bezeichnet Rea aus unbekannten Gründen als Sada, die wieder zum Leben erwacht ist. Von Darin, die bei seinen Forschungen damals dabei war, wird er Professor Boil (ボイル教授, Boiru-kyōju) genannt.
Dan’ichirō Sanka (散華 団一郎, Sanka Dan’ichirō)
Er ist Sankas Vater und wird ihr gegenüber als äußerst obsessiv beschrieben. Dies äußert sich darin, dass er sie, als er erfährt, dass Rea sich mit Chihiro trifft, von der Schule nimmt und die Anweisung gibt, Chihiro zu kastrieren. Auch lässt er zu jedem Geburtstag von Rea ein Nacktbild von ihr anfertigen, vorgeblich um ihre Entwicklung aufzuzeichnen. Sehr zum Frust seiner Frau Aria hat er kein Interesse an erwachsenen Frauen und die einzige, die er neben Rea liebte, war deren leibliche Mutter, die damals 15 Jahre alt war, als sie Rea bekam und er noch ein Student war.

## Veröffentlichung
Der Manga erschien in Kōdanshas Manga-Magazin Bessatsu Shōnen Magazine vom 9. Dezember 2009 (Ausgabe 1/2010) bis 9. September 2014 (Ausgabe 10/2014). Die Kapitel wurden in elf Sammelbänden (Tankōbon) zusammengefasst:
- Band 01: 16. Juli 2010, ISBN 978-4-06-384341-5
- Band 02: 9. Dezember 2010, ISBN 978-4-06-384412-2
- Band 03: 9. März 2011, ISBN 978-4-06-384453-5
- Band 04: 9. August 2011, ISBN 978-4-06-384529-7
- Band 05: 9. Februar 2012, ISBN 978-4-06-384623-2 (normal), ISBN 978-4-06-358382-3 (limitiert mit Hörspiel-CD)
- Band 06: 8. Juni 2012, ISBN 978-4-06-384682-9 (normal), ISBN 978-4-06-358389-2 (limitiert mit OVA-DVD)
- Band 07: 9. November 2012, ISBN 978-4-06-384762-8 (normal), ISBN 978-4-06-358390-8 (limitiert mit OVA-DVD)
- Band 08: 7. Juni 2013, ISBN 978-4-06-384873-1 (normal), ISBN 978-4-06-362253-9 (limitiert)
- Band 09: 9. Januar 2014, ISBN 978-4-06-394977-3
- Band 10: 9. Juni 2014, ISBN 978-4-06-395062-5
- Band 11: 7. November 2014, ISBN 978-4-06-395231-5

Bis zum August 2011 wurden von den ersten drei Bänden 50.000 Exemplare verkauft.
Der Manga wird auf Chinesisch in Taiwan unter dem Titel Jiāngshī nǎ yǒu nàme méng? (chinesisch 殭屍哪有那麼萌? – „Was für ein Zombie ist so moe?“) bei Tongli veröffentlicht. In den USA wurde der Manga als Sankarea: Undying Love von Kodansha Comics USA lizenziert, wobei der erste Band am 11. Juni 2013 erschien. Eine deutschsprachige Ausgabe wurde zwischen April 2014 und Februar 2016 bei Egmont Manga veröffentlicht.

## Anime
Am 6. September 2011 wurde im Blog des Bessatsu Shōnen Magazine bzw. in Ausgabe 10/2011 vom 9. September bekanntgegeben, dass der Manga als Anime-Serie umgesetzt werden soll.
Der Anime wurde unter der Regie von Mamoru Hatakeyama von Studio Deen animiert. Das Character Design stammt von Kyūta Sakai. Die 12 Folgen wurden vom 6. April bis 29. Juni 2012 kurz nach Mitternacht (und damit am vorigen Fernsehtag) erstmals auf TBS in der Region Kantō ausgestrahlt und mit jeweils vier bzw. vierzehn Tagen Versatz auf MBS in der Region Kinki und CBC im Großraum Nagoya. Die ersten 11 Folgen entsprechen dabei den ersten beiden Manga-Bänden, während die letzte Folge an den ersten beiden Kapiteln von Band 4 angelehnt ist. Die Folgen wurden vom 29. Juni bis 30. November 2012 auf sechs DVD bzw. Blu-Rays herausgebracht, wobei die letzte zusätzlich noch eine 13. nicht ausgestrahlte Folge enthielt. Daneben erschienen als Beilage zu den limitierten Ausgaben der Manga-Bände 6 und 7 noch zwei DVDs: am 8. Juni 2012 eine Folge 0 als Prolog und am 9. November 2012 eine 14. Folge.
Die Musik stammt von Yukari Hashimoto.
Am 6. April 2012 gab Funimation bekannt, die Serie für Nordamerika lizenziert zu haben, die dann als Simulcast auf deren Website sowie dem Partnerportal Niconico ausgestrahlt werden sollen.
Im September 2015 gab der deutsche Publisher FilmConfect bekannt, sich die Rechte an der Anime-Serie gesichert zu haben. Die Serie erscheint hierzulande unter dem Titel Sankarea: Undying Love ab November 2015 auf drei DVD- bzw. Blu-ray-Volumes.

### Synchronisation
Die deutsche Sprachfassung wird von der Berliner TNT Media GmbH erstellt. Für die Synchronregie zeichnet Heinz Burghardt verantwortlich.
| Charakter        | japanischer Sprecher (Seiyū) | deutsche Sprecher |
| ---------------- | ---------------------------- | ----------------- |
| Chihiro Furuya   | Ryūhei Kimura                | Christopher Kohn  |
| Rea Sanka        | Maaya Uchida                 | Victoria Frenz    |
| Ranko Saōji      | Sayuri Yahagi                | Laurine Betz      |
| Mero Furuya      | Yuka Iguchi                  | Alice Bauer       |
| Jogorō Furuya    | Shirō Saitō                  | Frank Ciazynski   |
| Dan’ichirō Sanka | Unshō Ishizuka               | Oliver Stritzel   |
| Aria Sanka       | Mayumi Asano                 | Silvia Mißbach    |
| Ichie Shinoda    | Ai Matayoshi                 | Peggy Pollow      |
| Miko Yasaka      | Momo Kuraguchi               | Franciska Friede  |

## Roman
Ryō Suzukaze schrieb basierend auf dem Manga den Roman Sankarea: All Night Rea Long (さんかれあ　おーる・ないとれあ・ろんぐ, Sankarea: Ōru Naito Rea Rongu), der am 2. Juli 2013, ISBN 978-4-06-375286-1 bei Kōdansha erschien.